# Jim Sheedy
Jim Sheedy (ur. 11 marca 1952) – australijski judoka.
Brązowy medalista mistrzostw Oceanii w 1975. Trzeci na mistrzostwach Australii w 1981 roku.